# 第7回東京音楽祭
第7回東京音楽祭（だいななかいとうきょうおんがくさい、7th Tokyo Music Festival）は、7回目の東京音楽祭である。1978年6月18日、日本武道館にて世界大会が開かれ、アル・グリーン（アメリカ）がグランプリに輝いた。
- 第6回東京音楽祭 - 第7回東京音楽祭 - 第8回東京音楽祭

## 概要
- 世界各国からの応募曲（14ヶ国、62曲）からテープ審査の結果、海外12曲、日本から4組（ゴールデンカナリー賞：五輪真弓、西城秀樹、布施明、シルバーカナリー賞：渡辺真知子）、計16曲が参加。

## 司会者
- 土居まさる
- マリ・クリスティーヌ

## スペシャルゲスト
- ダイアナ・ロス

## 審査員
- 服部良一（審査委員長）
- 岡野弁（ミュージックラボ社長）
- 荻昌弘（評論家）
- アウグスト・アウゲロ（FIDOF名誉会長）スペイン
- ダニー・オドノヴァン（ダニーオドノヴァンエンタープライズ社長）イギリス
- サルヴァトーレ・T・キャンティア（MCAミュージック社長）アメリカ
- ボブ・オースティン（レコードワールド社長）アメリカ
- ポール・ドロー（ポール・ドロー・エンタープライズ社長）アメリカ
- カトリーヌ・ドヌーブ（女優）フランス
- マーク・レスター（俳優）イギリス
- ジャック・ルボー（作曲家）フランス
- ミシェル・ルグラン（作曲家）フランス
- ジョニー・アリディ（歌手）フランス

## 世界大会エントリー
参加16曲
| 曲順 | エントリー歌手                                                                     | 参加楽曲                                                         | 賞             | 国                 |
| ---- | ---------------------------------------------------------------------------------- | ---------------------------------------------------------------- | -------------- | ------------------ |
| 1    | ブロンド・オン・ブロンド Blonde on Blonde                                          | 「誘惑の甘い罠」 "You Can Call It A Miracle"                     |                | イギリス           |
| 2    | リー・ナバロ&マニラ・ミュージック・マシーン Leah Navarro with Manila Music Machine | 「二人だけの愛」 "Two Lovers"                                    | 銅賞           | フィリピン         |
| 3    | 西城秀樹                                                                           | 「炎」                                                           | 外国審査員団賞 | 日本               |
| 4    | リディア・バーキン Lydia Verkine                                                   | 「栄光への讃歌」 "Pour La Musique"                               |                | フランス           |
| 5    | ヘドバ Hedva (Hedva Amrani)                                                        | 「バレンチノ」 "Valentino"                                       |                | イスラエル         |
| 6    | 渡辺真知子                                                                         | 「かもめが翔んだ日」                                             | （披露）       | 日本               |
| 7    | ケイト・ブッシュ Kate Bush                                                         | 「嘆きの天使」 "Moving"                                          | 銀賞           | イギリス           |
| 8    | エモーションズ The Emotions                                                        | 「涙色の天使」 "You'll Find I Love You"                          | 銀賞           | アメリカ           |
| 9    | 朴京姫 Pak Kyong-hui/박경희                                                        | 「雨のめぐり逢い」 "I'm Going My Way" 머무는 곳 그 어딜지 몰라도 | 銅賞           | 韓国               |
| 10   | アル・グリーン Al Green                                                            | 「愛しのベル」 "Belle"                                           | グランプリ     | アメリカ           |
| 11   | 五輪真弓                                                                           | 「さよならだけは言わないで」                                     | 作曲賞         | 日本               |
| 12   | エロイーズ・ロウズ Eloise Laws                                                     | 「恋はそよ風」 "1,000 Laughs"                                    | 編曲賞         | アメリカ           |
| 13   | バーバラ・ディクソン Barbara Dickson                                               | 「この愛をあなたに」 "Second Sight"                              | 銅賞           | イギリス           |
| 14   | コニー・キッシンジャー Connie Kissinger                                            | 「幸せの微笑み」 "From Today"                                    |                | アメリカ（ハワイ） |
| 15   | デビー・ブーン Debby Boone                                                         | 「愛の祈り」 "God Knows"                                         | 金賞           | アメリカ           |
| 16   | 布施明                                                                             | 「君の歌がきこえる」                                             | 最優秀歌唱賞   | 日本               |
| 17   | ヘレン・シュナイダー Helen Schneider                                               | 「アンティルナウ」 "Until Now"                                   | 不参加         | アメリカ           |

- 「アンティル・ナウ」で参加予定だったヘレン・シュナイダーは、日本発売レコードには参加曲表示がされていたが、実際は参加が取りやめになった。公式プログラムにはエントリー歌手一覧には記載が無いが、広告扱いでこのシングルレコードが載っており、ジャケット部分の「第７回東京音楽祭参加曲」が「好評発売中」の文字を被せての表記になっている。国内大会パンフレットの世界大会出場枠にはアメリカ代表として記載されている。
- フィリピンから参加の歌手リー・ナバロは、男性３人・女性２人のバックコーラス「マニラ・ミュージック・マシーン（MMM）」を従えて歌唱。参加曲シングルレコードには記載が無いものの、バックには音楽祭同様、男女混声コーラスが入っている。なお雑誌「歌謡曲」でのシングル一覧表には「リー・ナバロ＆マニラ・ミュージック・マーチャント（こちらもMMMになる）」表記になっており、当初はこのユニット名だったのか記載間違いかは不明である。また国内大会パンフレットの世界大会出場者紹介では、リー・ナバロ&ザ・ニュー・ミルストレルズとなっており、マニラ音楽祭グランプリのリー・ナバロと上位入賞のミルストレルズ（The New Minstrels）によるユニット参加が予定されていた。

## 世界大会出場以外の国内大会参加アーティスト
国内大会 (ゴールデンカナリー賞選出大会)
- 庄野真代「飛んでイスタンブール」ゴールデン・スター賞/編曲賞：船山基紀
- アン・ルイス「女はそれを我慢できない」
- 小柳ルミ子「夢追い列車」ゴールデン・スター賞
- Char「闘牛士」
- 南沙織「春の予感」ゴールデン・スター賞/作詞賞：尾崎亜美
- 今陽子「誘惑」
- 太田裕美「失恋魔術師」
- 平尾昌晃・畑中葉子「エーゲ海の旅」ゴールデン・スター賞
- 敏いとうとハッピー&ブルー「あれも嘘なの」
- トランザム「はだしで地球を駆けるのさ」
- 松崎しげる「銀河特急」最優秀歌唱賞
- 塚田三喜夫「愛の女王蜂」
- 北原ミレイ「蛍火海峡」
- タイム・ファイブ「麗しのローリー」
- 菊池章子「なお恋しくて」
- 朱里エイコ「ジョーのダイヤモンド」ゴールデン・スター賞/作曲賞：ポール・アンカ
- 大上留利子「スィート・ドリーマー」

ゲスト：沢田研二&井上堯之バンド
国内新人大会 (シルバーカナリー賞選出大会) ギンザNOW
- 司会/せんだみつお、木之内みどり
- はつみ・ひとみ「10時のシンデレラ」
- 豊田清「青春PART1」
- レイジー「赤頭巾ちゃん御用心」
- トライアングル「トライアングル・ラブレター」
- 田島真吾「忘れてください」
- 大場久美子「大人になれば」他